# Campionati europei di ciclismo su pista 2019 - Velocità femminile
La velocità femminile ai Campionati europei di ciclismo su pista 2019 si è svolta il 17 e 18 ottobre 2019 presso il velodromo Omnisport di Apeldoorn, nei Paesi Bassi.

## Podio
| Pos.    | Atleta            | Nazionalità |
| ------- | ----------------- | ----------- |
| Oro     | Anastasia Voynova | Russia      |
| Argento | Olena Starikova   | Ucraina     |
| Bronzo  | Lea Friedrich     | Germania    |

## Risultati

### Qualifiche
I migliori 8 tempi si qualificano direttamente agli ottavi di finale, le restanti atlete accedono ai sedicesimi di finale.
| Posizione | Atleta               | Nazione       | Tempo  | Gap    | Note |
| --------- | -------------------- | ------------- | ------ | ------ | ---- |
| 1         | Lea Friedrich        | Germania      | 10.724 |        | Q    |
| 2         | Emma Hinze           | Germania      | 10.738 | +0.014 | Q    |
| 3         | Anastasia Voynova    | Russia        | 10.787 | +0.063 | Q    |
| 4         | Olena Starikova      | Ucraina       | 10.789 | +0.065 | Q    |
| 5         | Mathilde Gros        | Francia       | 10.838 | +0.114 | Q    |
| 6         | Katy Marchant        | Gran Bretagna | 10.863 | +0.139 | Q    |
| 7         | Shanne Braspennincx  | Paesi Bassi   | 10.912 | +0.188 | Q    |
| 8         | Dar'ja Šmelëva       | Russia        | 10.914 | +0.190 | Q    |
| 9         | Sophie Capewell      | Gran Bretagna | 10.991 | +0.267 | q    |
| 10        | Urszula Los          | Polonia       | 11.010 | +0.286 | q    |
| 11        | Miriam Vece          | Italia        | 11.015 | +0.291 | q    |
| 12        | Migle Marozaite      | Lituania      | 11.055 | +0.331 | q    |
| 13        | Laurine van Riessen  | Paesi Bassi   | 11.125 | +0.401 | q    |
| 14        | Simona Krupeckaitė   | Lituania      | 11.148 | +0.424 | q    |
| 15        | Nikola Sibiak        | Polonia       | 11.189 | +0.465 | q    |
| 16        | Nicky Degrendele     | Belgio        | 11.286 | +0.562 | q    |
| 17        | Tania Calvo          | Spagna        | 11.289 | +0.565 | q    |
| 18        | Helena Casas         | Spagna        | 11.299 | +0.575 | q    |
| 19        | Sara Kankovska       | Rep. Ceca     | 11.357 | +0.633 | q    |
| 20        | Lyubov Basova        | Ucraina       | 11.414 | +0.690 | q    |
| 21        | Robyn Stewart        | Irlanda       | 11.424 | +0.700 | q    |
| 22        | Elena Bissolati      | Italia        | 11.457 | +0.733 | q    |
| 23        | Veronika Jabornikova | Rep. Ceca     | 11.657 | +0.933 | q    |
| 24        | Eimear McMullan      | Irlanda       | 11.707 | +0.983 | q    |

### Sedicesimi di finale
Le vincitrici di ogni batteria si qualificano per gli ottavi di finale
| Batteria | Posizione | Atleta               | Nazione       | Tempo  | Note |
| -------- | --------- | -------------------- | ------------- | ------ | ---- |
| 1        | 1         | Sophie Capewell      | Gran Bretagna | 11.790 | Q    |
| 1        | 2         | Eimear McMullan      | Irlanda       |        |      |
| 2        | 1         | Urszula Los          | Polonia       | 11.558 | Q    |
| 2        | 2         | Veronika Jabornikova | Rep. Ceca     |        |      |
| 3        | 1         | Miriam Vece          | Italia        | 11.700 | Q    |
| 3        | 2         | Elena Bissolati      | Italia        |        |      |
| 4        | 1         | Migle Marozaite      | Lituania      | 11.875 | Q    |
| 4        | 2         | Robyn Stewart        | Irlanda       |        |      |
| 5        | 1         | Laurine van Riessen  | Paesi Bassi   | 11.799 | Q    |
| 5        | 2         | Lyubov Basova        | Ucraina       |        |      |
| 6        | 1         | Simona Krupeckaitė   | Lituania      | 12.172 | Q    |
| 6        | 2         | Sara Kankovska       | Rep. Ceca     |        |      |
| 7        | 1         | Nikola Sibiak        | Polonia       | 12.007 | Q    |
| 7        | 2         | Helena Casas         | Spagna        |        |      |
| 8        | 1         | Tania Calvo          | Spagna        | 11.725 | Q    |
| 8        | 2         | Nicky Degrendele     | Belgio        |        |      |

### Ottavi di finale
Le vincitrici di ogni batteria si qualificano per i quarti di finale
| Batteria | Posizione | Atleta              | Nazione       | Tempo  | Note |
| -------- | --------- | ------------------- | ------------- | ------ | ---- |
| 1        | 1         | Lea Friedrich       | Germania      | 11.597 | Q    |
| 1        | 2         | Tania Calvo         | Spagna        |        |      |
| 2        | 1         | Emma Hinze          | Germania      | 11.532 | Q    |
| 2        | 2         | Nikola Sibiak       | Polonia       |        |      |
| 3        | 1         | Anastasia Voynova   | Russia        | 11.328 | Q    |
| 3        | 2         | Simona Krupeckaitė  | Lituania      |        |      |
| 4        | 1         | Olena Starikova     | Ucraina       | 11.175 | Q    |
| 4        | 2         | Laurine van Riessen | Paesi Bassi   |        |      |
| 5        | 1         | Mathilde Gros       | Francia       | 11.473 | Q    |
| 5        | 2         | Migle Marozaite     | Lituania      |        |      |
| 6        | 1         | Katy Marchant       | Gran Bretagna | 11.581 | Q    |
| 6        | 2         | Miriam Vece         | Italia        |        |      |
| 7        | 1         | Shanne Braspennincx | Paesi Bassi   | 11.327 | Q    |
| 7        | 2         | Urszula Los         | Polonia       |        |      |
| 8        | 1         | Dar'ja Šmelëva      | Russia        | 11.507 | Q    |
| 8        | 2         | Sophie Capewell     | Gran Bretagna |        |      |

### Quarti di finale
Le vincitrici di ogni batteria (alla meglio delle 3) si qualificano per le semifinali
| Batteria | Posizione | Atleta              | Nazione       | Gara 1 | Gara 2 | Gara 3 | Note |
| -------- | --------- | ------------------- | ------------- | ------ | ------ | ------ | ---- |
| 1        | 1         | Lea Friedrich       | Germania      | 11.261 | 11.276 |        | Q    |
| 1        | 2         | Dar'ja Šmelëva      | Russia        |        |        |        |      |
| 2        | 1         | Emma Hinze          | Germania      | 11.160 | 11.134 |        | Q    |
| 2        | 2         | Shanne Braspennincx | Paesi Bassi   |        |        |        |      |
| 3        | 1         | Anastasia Voynova   | Russia        | 11.096 | 11.274 |        | Q    |
| 3        | 2         | Katy Marchant       | Gran Bretagna |        |        |        |      |
| 4        | 1         | Olena Starikova     | Ucraina       |        | 11.527 | 11.254 | Q    |
| 4        | 2         | Mathilde Gros       | Francia       | 11.229 |        |        |      |

### Semifinali
Le vincitrici di ogni batteria (alla meglio delle 3) si qualificano alla finale per l'oro, le altre accedono alla finale per il bronzo
| Batteria | Posizione | Atleta            | Nazione  | Gara 1 | Gara 2 | Gara 3 | Note |
| -------- | --------- | ----------------- | -------- | ------ | ------ | ------ | ---- |
| 1        | 1         | Olena Starikova   | Ucraina  | X      |        | X      | Q    |
| 1        | 2         | Lea Friedrich     | Germania |        | X      |        | q    |
| 2        | 1         | Anastasia Voynova | Russia   | X      |        | X      | Q    |
| 2        | 2         | Emma Hinze        | Germania |        | X      |        | q    |

### Finali
| Posizione            | Atleta            | Nazione  | Gara 1 | Gara 2 | Gara 3 |
| -------------------- | ----------------- | -------- | ------ | ------ | ------ |
| Finale per l'oro     |                   |          |        |        |        |
| 1                    | Anastasia Voynova | Russia   | 11.159 | 10.913 |        |
| 2                    | Olena Starikova   | Ucraina  |        |        |        |
| Finale per il bronzo |                   |          |        |        |        |
| 3                    | Lea Friedrich     | Germania | 11.308 | 11.235 |        |
| 4                    | Emma Hinze        | Germania |        |        |        |